# Elaphoglossum pascoense
Elaphoglossum pascoense là một loài dương xỉ trong họ Dryopteridaceae. Loài này được R.M. Tryon mô tả khoa học đầu tiên năm 1984.